# Éric Akoto
Éric Akoto (* 20. Juli 1980 in Accra, Ghana) ist ein togoischer ehemaliger Fußballspieler ghanaischer Herkunft auf der Position eines Abwehrspielers.
Außerdem ist Akoto im Besitz der österreichischen Staatsbürgerschaft.

## Karriere

### Vereinskarriere
Éric Akoto ist Abwehrspieler und begann seine Karriere beim ghanaischen Verein Liberty Professionals in Accra. 1998 wechselte Akoto als Ergänzungsspieler zum österreichischen Bundesligisten Grazer AK, wo er vom damaligen Trainer Klaus Augenthaler für die Defensive geschult wurde. In den folgenden Jahren absolvierte Akoto 54 Ligaspiele für die Grazer und avancierte auch zu einem Publikumsliebling, bevor er 2002 zum Ligakonkurrenten FK Austria Wien wechselte, wo er insgesamt 40 Ligaspiele bestritt. 2004 wechselte Akoto nach Deutschland zum Zweitligaaufsteiger FC Rot-Weiß Erfurt. Dort konnte er sich allerdings nicht durchsetzen und kam insgesamt nur auf vier Einsätze in der 2. Bundesliga. Nach dem sofortigen Wiederabstieg der Thüringer, kehrte Akoto nach Österreich zurück und schloss sich dort Admira Wacker Mödling an, wo er in der Hinrunde der Saison 2005/06 Stammspieler war. Aufgrund ausstehender Gehaltszahlungen verließ Akoto den Verein am 17. Dezember 2005 und war für den Rest der Saison vereinslos, hielt sich aber bei der togoischen Nationalmannschaft und dem SV Schwechat fit.
Für die Saison 2006/07 spielte Akoto wieder für den Grazer AK, wechselte 2007 dann zu Interblock Ljubljana. Für die Saison 2008/09 wechselte Éric Akoto zum Bundesliga-Aufsteiger Kapfenberger SV, die er im Sommer 2009 wieder verließ. Er wechselte für die Spielzeit 2009/10 zu Maccabi Ahi Nazareth in die Ligat ha’Al, die höchste Spielklasse im israelischen Fußball. In der Winterübertrittszeit 2009/10 wechselte Akoto nach Griechenland zu OFI Kreta.
Dort blieb Akoto nur bis Saisonende und wechselte anschließend zu North Queensland Fury, wo er aber auch nur eine Saison spielte. Nach Kurzstationen beim FC Floriana auf Malta und dem SK Austria Klagenfurt wechselte Akoto im Jahre 2013 in die Oberliga Nord zum dort spielenden SC Mürzhofen. Sein früherer GAK-Kollege Franz Almer, der aus Mürzhofen stammt und dort ab 2011 Trainer war, lotste ihn zum unterklassigen Verein. In der Winterpause 2013/14 wechselte er zum Unterligisten FC Stattegg, bei dem er in der Saison 2013/14 noch in elf Ligapartien eingesetzt wurde und einen Treffer erzielte. In der darauffolgenden Spielzeit agierte er abermals als Stammkraft in der Abwehr, wurde in 22 Ligaspielen eingesetzt, wobei er einen Treffer erzielte, stieg mit der Mannschaft jedoch in siebentklassige Gebietsliga ab.
Noch vor Beginn der neuen Spielzeit wechselte er im Sommer 2015 zur zweiten Kampfmannschaft des USV Petersdorf in die steirische 1. Klasse Süd B, die letzte Liga im steirischen Fußball-Ligasystem. Hier trat er als Nachfolger von Michael Kleinlercher ab Oktober 2015 auch als Trainer der Mannschaft in Erscheinung. Bis Februar kam er als Spieler in neun Ligaspielen zum Einsatz und steuerte hierbei einen Treffer bei. Am Saisonende beendete er seine Karriere.

### Nationalmannschaftskarriere
Für die Togoische Fußballnationalmannschaft bestritt Akoto in seiner Laufbahn mindestens 56 Länderspiele und stand im Kader für die Weltmeisterschaft 2006 in Deutschland, wo er allerdings nicht zum Einsatz kam.

### Trainerkarriere
Während seiner Laufbahn als unterklassiger Amateurfußballspieler arbeitete Akoto auch als Co-Trainer der U-15-C-Mannschaft des SK Sturm Graz. Parallel dazu agierte er seit Oktober 2015 auch als Spielertrainer der Kampfmannschaft des USV Petersdorf II.

## Trivia
Anfang Oktober 2014 kam der einstige togoische Nationalspieler in die Schlagzeilen, nachdem er als vermeintlicher Drogendealer festgenommen, jedoch etwas mehr als zwei Wochen später wieder aus der Untersuchungshaft entlassen wurde.

## Erfolge
- 1× Österreichischer Fußballmeister: 2002/03